# 朱鷺裕基
朱鷺 裕基（とき ゆうき、1999年3月12日 - ）は、日本の男性プロレスラー、元大相撲力士。

## 人物
小学3年生から高校3年生までの学生時代は野球に打ち込んでいた。高校卒業後に立浪部屋に入門。四股名は朱鷺、最高位は序二段三十枚目、大相撲での成績は48勝57敗7休。大相撲時代はあんこ体型であったが廃業後にアニマル浜口ジムで体を絞り、プロレスラー向けの体型とした。2022年4月にプロレスリングZERO1に入団し、2023年1月1日の後楽園ホール大会にて対星野良戦でデビューした。
大相撲出身ということもあり、イベント等でちゃんこ担当となることもある。

## 来歴
- 2017年立浪部屋に入門し、同年3月場所で初土俵[3]
- 2019年11月場所で大相撲を引退し廃業[3]
- 2019年から2021年までアニマル浜口ジム生[6]。
- 2022年4月、ZERO1入団[2]。
- 2023年
  - 1月1日後楽園ホール大会で、対星野良戦でデビュー[2]。
  - 10月27日、新木場1stリング大会にてタッグマッチで初勝利[7]
  - 11月3日、栃木プロレス県庁前大会にて、風林火山タッグトーナメント開幕戦、浜亮太と組んで横山佳和・田中将斗と対戦したが敗退した[8]。
- 2025年
  - ZERO1体制変更に伴い完全に別団体となることから、ZERO1と栃木プロレスのダブル所属から、栃木プロレス専属所属になったが、栃木プロレスの方針変更により契約変更し、3月9日の大会を最後に、以後フリーとなると表明[9]。
  - 3月11日、アニマル浜口ジム出身の松永隼也とともにZERO1の道場で工藤めぐみGMにZERO1参加を直訴し認められる。
  - 3月30日、ZERO1新宿大会後に再入団をGMに直訴し、GMや所属選手らの満場一致で、松永隼也とともに再入団が決定。

## エピソード
- 2023年10月27日、新木場大会でのプロレス初勝利後に工藤めぐみGMに風林火山タッグトーナメント2023出場を直訴し、タッグ相手はとの問いに対し、初勝利したと連絡したうちの1人である大日本プロレスの浜亮太が風林火山に出場できた場合はタッグを引き受けてくれると返答し、工藤GMより出場枠をプレゼントされた[7]。
- 2024年4月中旬の東北・北海道巡業中にデビュー以来着用していたピンク色のコスチュームを紛失。同月下旬の試合には青色のコスチュームで出場したが、その青色のコスチュームも5月3日の道の駅日光ニコニコ本陣大会で破けてしまう[10]。5月4日の糸魚川大会では急遽星野良の黒いコスチュームを借りて出場した。5月5日の大会より専用の青色のコスチュームを製作してもらい[11]、当面青色のコスチュームで出場するようになったが、別途大相撲をイメージした下がり付オレンジ色コスチュームを製作依頼しており、6月より新たなコスチュームとなった[12]。
- 2017年から2019年に立浪部屋に在籍していたので、2018年1月初土俵の豊昇龍は弟弟子にあたる[13]。
- 立浪部屋時代の同期とは交流があり、番付表を貰っている[14]。2024年12月には立浪部屋での稽古にも参加した[15]。

## 得意技
- スピア[2]
- スパインバスター[2]
- ミサイルキック
- 相撲タックル

## 入場曲
- Mobile Suit Gundam lron-Blooded Orphns[2]